# Emil Barth (Politiker)

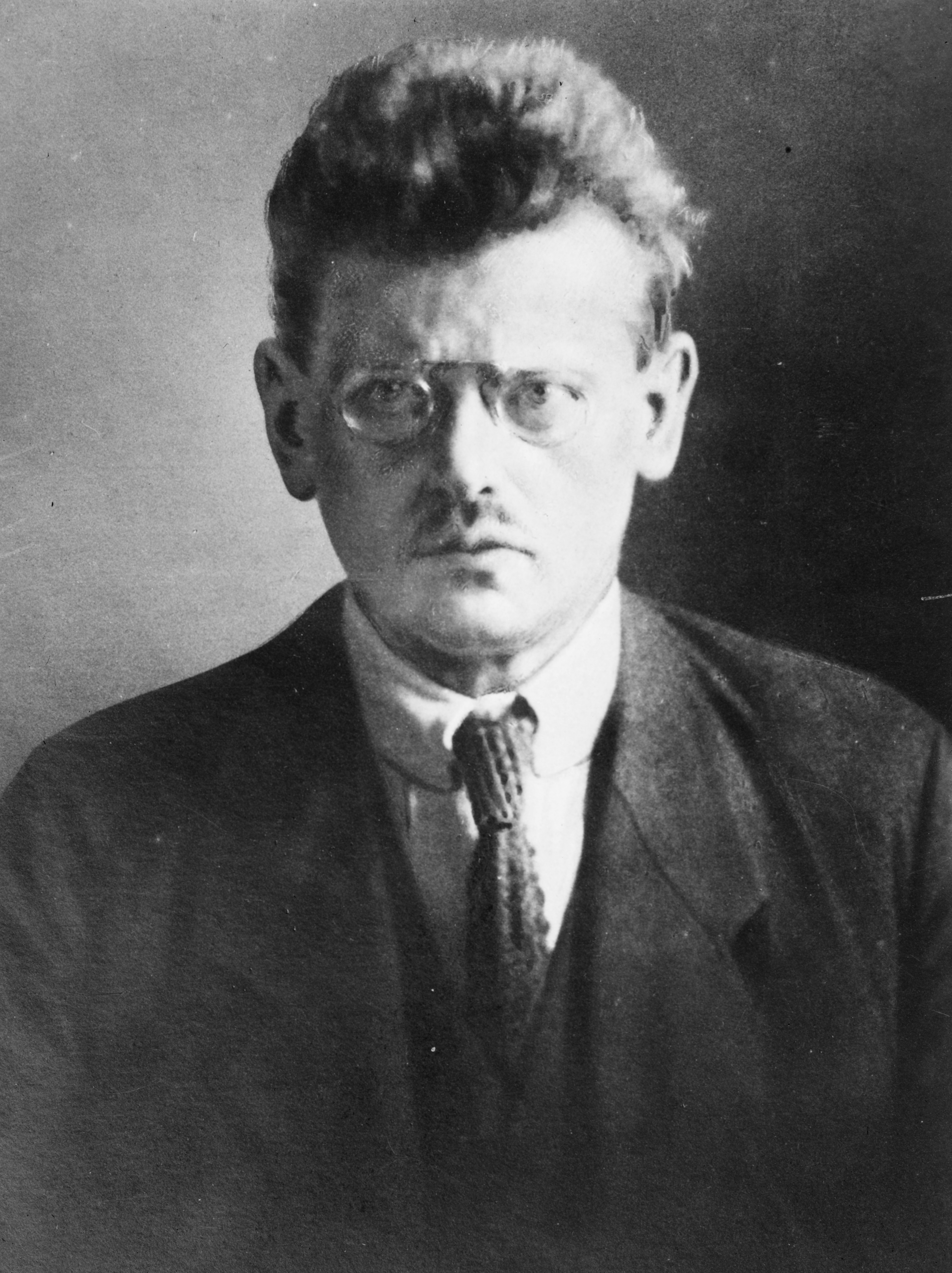
Emil Barth, 1918

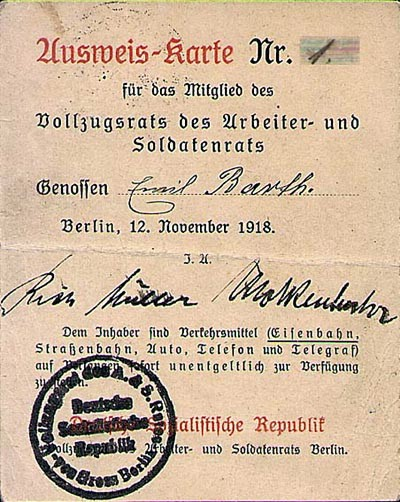
Ausweiskarte Nr. 1: Emil Barth, Mitglied des Vollzugsrats des Arbeiter- und Soldatenrats, unterschrieben durch Richard Müller und Brutus Molkenbuhr als Vorsitzende des Rates

Emil Barth (* 23. April 1879 in Heidelberg; † 17. Juli 1941 in Berlin) war ein deutscher Politiker und Revolutionär.
Zu einer der umstrittensten Figuren der Revolutionszeit von 1918/19 in Deutschland („one of the most controversial figures in the revolutionary period“), wie ihm A. J. Ryder bescheinigt, hat sich bis dato kein Biograf gefunden; die Quellenlage ist dünn.
Barth avancierte innerhalb weniger Monate vom Revolutionär zum Volksbeauftragten und gehörte somit nach der Abdankung Kaiser Wilhelms II. bzw. nach der Ausrufung der Republik durch Scheidemann der deutschen provisorischen Regierung, dem so genannten Rat der Volksbeauftragten an. Die wichtigste Quelle zu Leben und Taten von Barth sind seine eigenen Memoiren, die bereits 1919 unter dem Titel Aus der Werkstatt der deutschen Revolution erschienen sind.

## Kindheit und Jugend
Emil Barth war Sohn eines Arbeiters und wuchs in der Zeit der Hochindustrialisierung auf. Er besuchte die Volksschule und machte anschließend eine handwerkliche Ausbildung. Erst spät, mit 19 Jahren, hatte er diese abgeschlossen und ging dann dem Klempnerberuf nach.

## Politischer Aufstieg
Bald entdeckte Barth sein politisches Interesse. Matthias/Miller zufolge „sympathisierte er zunächst mit anarchistischen Gedankengängen.“ Nach den Auskünften seines Sohnes ist er bereits 1904 nach Berlin übergesiedelt. Dort war er ab 1906 bzw. 1908 als Mitglied der SPD und des DMV (Deutscher Metallarbeiter-Verband) zum ersten Mal auf der politischen Bühne aufgetaucht. Die Tatsache, dass er nach Berlin ging, zeigt eine gewisse Zielstrebigkeit, denn er wollte nicht irgendwo in der Provinz Politik gestalten, sondern an der Quelle der Macht, in der Hauptstadt des Reiches. Zeitweilig scheint er sich in Erfurt aufgehalten zu haben, wo er wegen Erregung öffentlichen Ärgernisses (vgl. Matthias/Miller) aufgefallen sei. Nach Hermann Müller-Franken ist Emil Barth in den Jahren 1902–1909 von den Schöffengerichten in Heidelberg, Erfurt, Berlin I, Rixdorf und vom Landgericht Berlin II fünfmal zu Gefängnisstrafen verurteilt worden. In den Pressepolemiken des Jahres 1919 wurde das Vorstrafenregister Barths sogar Gegenstand öffentlicher Erörterung.
1914 wurde er dann zum hauptamtlichen Funktionär des DMV gewählt, blieb aber weiterhin ein in der SPD unbekanntes Mitglied. Seit Kriegsbeginn stellte er sich entschieden gegen die von seiner Partei und den Gewerkschaften unterstützte Kriegspolitik des Kaisers. Er kritisierte die Kriegseuphorie seiner Genossen und vor allem die Bewilligung der Kriegskredite aufs Schärfste. In den ersten Kriegsjahren bildete sich die Bewegung der „Revolutionären Obleute“ aus oppositionellen Funktionären der Berliner Metallindustrie, zu deren Kreis auch Barth seit 1914 gehört hatte.
Nach der Gründung der USPD trat er 1917 aus der SPD aus, um dann in der USPD die Streikbewegung und die Kriegsgegner um Liebknecht und Ledebour zu unterstützen. Dem Einzug in den Kriegsdienst konnte er durch die Vortäuschung eines Nervenleidens entgehen.

## Aus der Werkstatt der Revolution
Bereits der Titel seiner im Juli 1919 veröffentlichten Schrift Aus der Werkstatt der deutschen Revolution deutet an, dass Emil Barth sich einen entscheidenden Anteil an Vorbereitung und Ablauf der Novemberrevolution beimaß. Hermann Müller-Franken überspitzte es in seinem Buch Die Novemberrevolution in den Worten: „Daß Barth die Revolution allein inszeniert hat, ist für ihn selbstverständlich.“ A. J. Ryder beschreibt Barths Rolle ähnlich: „Barth, who had a lively imagination, saw himself as the chief of staff of the coming revolution, and set about collecting arms and money.“
In den Mittelpunkt des Revolutionsgeschehens tritt Barth seinen eigenen Angaben zufolge am 9. Februar 1918 bei einer Sitzung der Revolutionären Obleute von Berlin. Richard Müller wurde zum zweiten Mal in den Kriegsdienst eingezogen und drängte deshalb seinen Freund Emil Barth dazu, den Vorsitz zu übernehmen. Er übernahm das Amt des Vorsitzenden nach einer „speech full of revolutionary rhetoric“ (vgl. Ryder) über seine Vorstellungen und Ziele, wie diese illegale Organisation sich zu einem „Revolutionskomitee“ entwickeln sollte.

„Ich bin nur bereit, den Vorsitz zu übernehmen, wenn es vorbei ist mit kleinen enggesteckte Ziele verfolgenden Bewegungen, wenn Sie geloben mit mir Ihr ganzes Ich selbstlos einzusetzen für eine ausgesprochen revolutionäre Bewegung, revolutionär in ihrem Ziele, ihrer Organisation und ihren Kampfmitteln. […] Das Ziel ist der proletarische Friede, d. h. der vom Proletariat erzwungene Friede, das ist Sozialismus, das ist die Diktatur des Proletariats.“

In den folgenden Monaten versuchte Barth durch Reisen und Gespräche im gesamten Reich weitere Genossen für die Vorbereitung der Revolution zu gewinnen. Er lernte führende Unabhängige wie Karl Liebknecht und Georg Ledebour kennen und gewann das Vertrauen seiner Genossen. In jener Zeit wurde die Bewegung zunehmend durch Einziehungen, Spitzel und Inhaftierungen geschwächt. Barth hingegen schrieb von einer der Revolution nur dienlichen, weil zunehmenden Erbitterung, die durch diese Entwicklungen verursacht wurde. Im Sommer 1918 soll Barth Waffen für seine für den Ausbruch der Revolution zusammengestellten Stoßtrupps besorgt haben. Zur genauen Herkunft dieser Waffen schwieg er sich aber aus. In der Literatur werden Barth aber Verbindungen zur russischen Botschaft nachgesagt, wo er Geld und Waffen erhalten haben soll.
In Barths Schilderungen über den weiteren Ablauf der Vorbereitungen bei den Revolutionären Obleuten überzeichnet er seine Rolle eindeutig und trägt zu einer Verwischung seiner tatsächlichen Tätigkeiten maßgeblich bei. Es entsteht ein Bild eines autoritären Kommandanten, der über ein Netz von Revolutionstruppen herrscht, der Kuriere in das gesamte Reich aussendet, befiehlt und ausbilden lässt. Matthias/Miller bescheinigen Barth deshalb schlicht „wenig Augenmaß“. Vom Ausbruch der Revolution und den Ereignissen des 9. November 1918 wurden Barth und die Berliner Revolutionären Obleute eigentlich vollkommen überrascht. Es war Barth, seinen Genossen und den Massen des Reiches zwar bewusst, dass die Zeit „reif“ war, aber man kann nicht davon sprechen, dass Emil Barth und sein Revolutionskomitee diese Revolution vom 9. November, auch in der Form, wie sie stattfand, jemals geplant haben. Eigentlich wollte Barth, seinen eigenen Worten zufolge, am 4. November „zuschlagen“. Auf einer entscheidenden Sitzung der Berliner Revolutionären Obleute und führenden USPD-Mitgliedern wie Liebknecht, Haase und Dittmann am 2. November stimmten 21 der 40 Obleute gegen eine Massenstreikaktion am Montag, dem 4. November, da einige Betriebe noch nicht bereit gewesen seien. Die geplanten Massenaktionen, darunter die Besetzung öffentlicher Gebäude u. ä., wurden auf den 11. November verschoben. In der Nacht zum 9. November wurden auf Anweisung Barths Flugblätter gedruckt und die Übernahme der öffentlichen Gewalt geplant. Als Vorsitzender der Obleute diktierte er, seinen Angaben zufolge, abermals eine Flut von Anweisungen und einen ganzen Katalog von konkreten Vorgehensweisen. Sein Genosse Richard Müller, vor seiner Verhaftung Sprecher der Obleute, bestritt Barths leitende Rolle am 9. November energisch. Er würdigte zwar Barths Verdienste bei der Waffenbeschaffung, sagte aber zum Ablauf des Aufstandes: „Am Tage des Aufstandes bedurfte es keiner Leitung, sie wäre auch rein technisch nicht möglich gewesen, jeder mußte nach eigenem Ermessen, wie es die Situation erforderte, handeln“. Dennoch ist davon auszugehen, dass der von den Obleuten gemeinsam erarbeitete Aufstandsplan für den 9. November den Ablauf der Revolution wesentlich beschleunigt hat und unnötiges Blutvergießen verhinderte.

## Im Rat der Volksbeauftragten

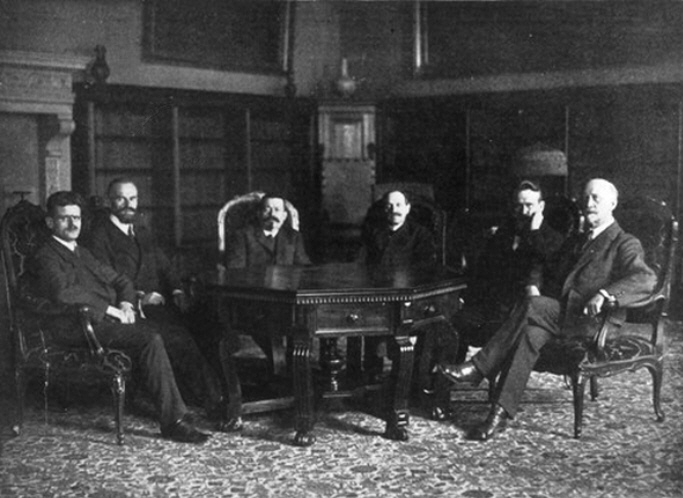
Emil Barth (links im Bild) als Mitglied im Rat der Volksbeauftragten vor dem Austritt der USPD-Mitglieder Ende Dezember 1918. Rechts neben ihm die weiteren Volksbeauftragten Otto Landsberg (MSPD), Friedrich Ebert (MSPD), Hugo Haase (USPD), Wilhelm Dittmann (USPD), Philipp Scheidemann (MSPD)

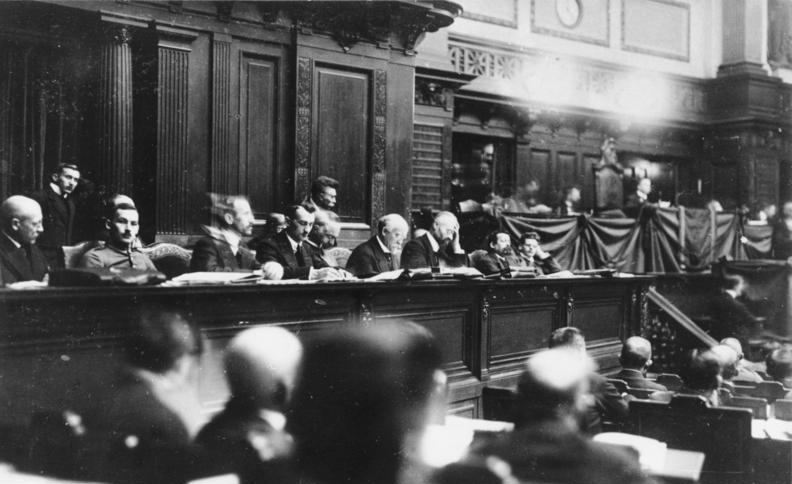
Reichskongress der Arbeiter- und Soldatenräte im preußischen Abgeordnetenhaus in Berlin, 16.–20. Dezember 1918. Auf der Ministerbank (von rechts nach links) die Volksbeauftragten Emil Barth, Friedrich Ebert, Otto Landsberg, Philipp Scheidemann

Nach der Absetzung des Kaisers durch den Kanzler am 9. November musste eine neue Regierung gebildet werden. Nach langen Debatten einigten sich USPD und MSPD schließlich auf eine paritätisch besetzte provisorische sozialistische Revolutionsregierung, die aus sechs Volksbeauftragten bestehen sollte. Barth war auf Seiten der USPD einer der Verhandlungsführer. Der Mitvorsitzende der USPD Georg Ledebour und der führende Repräsentant der Linksradikalen Karl Liebknecht, die neben Hugo Haase für die Revolutionsregierung vorgeschlagen wurden lehnten die Zusammenarbeit mit den „Scheidemännern“ ab. Daher wurde Emil Barth, der als Vorsitzender der Revolutionären Obleute großen Einfluss in den Berliner Großbetrieben besaß, neben Wilhelm Dittmann nachnominiert bzw. von Hugo Haase vorgeschlagen.
In einer Versammlung der Arbeiter- und Soldatenräte am 10. November im Zirkus Busch in Berlin, bei der Barth den Vorsitz übernahm, wurden der Rat der Volksbeauftragten sowie der Vollzugsrat von den insgesamt 3.000 Delegierten als zwei provisorische Regierungselemente bestätigt. Der regierungspolitisch unerfahrene Revolutionär Barth schlüpfte über Nacht in die Rolle eines Regierungsmitglieds. Nach einer Aufgabenverteilung im Kabinett bekam Barth das Arbeitsgebiet „Sozialpolitik“ zugewiesen. Ebenso hatte er die Rolle als Vermittlungsorgan zwischen Vollzugsrat und dem Rat der Volksbeauftragten zu übernehmen. Er empfand diese Doppelbelastung als „eine ebenso schwere, als undankbare Aufgabe“. Als Bindeglied zwischen den beiden regierenden Räten bemerkte er früh, dass eine kooperative und effektive Zusammenarbeit im Sinne einer fortschreitenden Revolution hin zu einer sozialistischen Republik schlichtweg nicht möglich war.
In Regierungsverantwortung konnte sich Barth gegen seine Kollegen nicht behaupten. Insbesondere persönliche Differenzen mit den SPD-Genossen wurden zum Problem. Innen krachte es im Rat, wie die Protokolle zeigen. Nach außen trug Barth aber alle Entscheidungen mit und wurde seiner verantwortlichen Rolle gerecht. Der Spagat zwischen Linksradikalität und pragmatischer Regierungspolitik in einem demokratisch operierenden Rat konnte nicht gelingen. Barth beteuert, dass er intern stets 5 zu 1 überstimmt wurde. Dieses Bild des Außenseiters im Kabinett bestätigen auch die Analysen der Sitzungsprotokolle von Matthias/Miller. Ebenso zeigen einige Passagen in Barths Buch, wie hilflos er nach Argumenten suchte, um seine Genossen von seinem Standpunkt zu überzeugen. Schließlich dachte er bereits am 15. November an Rücktritt. Verärgerung, Enttäuschung und Häme auf Seiten seiner linksradikalen Genossen brachte dieses Dilemma mit sich.
In seiner Zeit als Volksbeauftragter veränderte er sich in Abgrenzung zu kommunistischen Tendenzen in Person von Karl Liebknecht und Rosa Luxemburg. Auch Zeitgenossen bemerkten, dass seine „Radikalität“ unter dem Eindruck der Regierungsarbeit abnahm. Bei diversen Zwischenfällen wirkte er als ein zähmendes Element demonstrierender Linker. Diese Wandlung des radikalen Revolutionärs und sein ambivalentes Auftreten kostete ihn Sympathien und Unterstützung. So verließ er, aus Protest gegen Eberts Politik, am 29. Dezember 1918 den Rat der Volksbeauftragten nach der Niederschlagung der Volksmarinedivision.
Nach der Teilung der zerstrittenen USPD schloss sich Barth 1921 wieder der SPD an. Er trat nur noch selten als Redner für die SPD auf und arbeitete gelegentlich als Werber für die sozialdemokratische Buchgemeinschaft Der Bücherkreis. Während der nationalsozialistischen Diktatur musste er etliche Verhaftungen über sich ergehen lassen, bis er am 17. Juli 1941 im Alter von 62 Jahren in Berlin verstarb.

„Von den verschiedenen Parteien von links und rechts verfehmt, ist es mir ein dringendes Bedürfnis, das niederzuschreiben, was mir notwendig erscheint, um zu verhüten, daß ich später in der Geschichte als Bluthund, als Streber oder als Esel behandelt werde.“